# Cournonterral
Cournonterral este o comună în departamentul Hérault din sudul Franței. În 2009 avea o populație de 5.900 de locuitori.

## Evoluția populației
| An        | 1975  | 1982  | 1990  | 1999  | 2006  | 2009  |
| --------- | ----- | ----- | ----- | ----- | ----- | ----- |
| Populație | 2.460 | 3.062 | 4.095 | 5.069 | 5.507 | 5.900 |